# One Night at Sirdie's
One Night at Sirdie's är Damn Seagulls debutalbum som bland annat innehåller deras största hit "Once Upon A Time".

## Låtlista
1. "All Rise" 3:34
2. "Brutus" 3:05
3. "Heart on the Sleeve" 5:24
4. "Stony Ground" 3:05
5. "Helsinki Runaway" 4:26
6. "Once Upon a Time" 3:55
7. "Further & Away" 3:49
8. "Where the Whales Go to Die" 2:28
9. "Jesus Stole My Baby" 3:27
10. "I'm Healed" 5:25